# Karine Muijlwijk
Karine Muijlwijk (* 16. Februar 1988 in Gouda) ist eine niederländische Volleyballspielerin.

## Karriere
Muijlwijk begann ihre Karriere in ihrer Heimatstadt bei Radius Gouda. Anschließend spielte sie für VV Utrecht, bevor sie zum VC Weert ging. 2009 wechselte die Diagonalangreiferin, die auch in der niederländischen Junioren-Nationalmannschaft zum Einsatz kam, zu Sliedrecht Sport. 2011 wurde sie vom deutschen Bundesligisten VT Aurubis Hamburg verpflichtet. Wegen einer Operation an der Schulter fiel sie jedoch für die komplette Saison 2011/12 aus. Im Sommer 2012 wechselte sie zum Ligakonkurrenten Alemannia Aachen. Von 2013 bis 2015 war sie beim 1. VC Wiesbaden unter Vertrag. In dieser Zeit hatte Muijlwijk auch elf Einsätze in der niederländischen Nationalmannschaft. Danach kehrte sie zurück zu Aurubis Hamburg. Nach dem Rückzug des Sponsors 2016 spielte Muijlwijk mit dem VT Hamburg noch eine Saison in der zweiten Bundesliga.